# Audioplayer

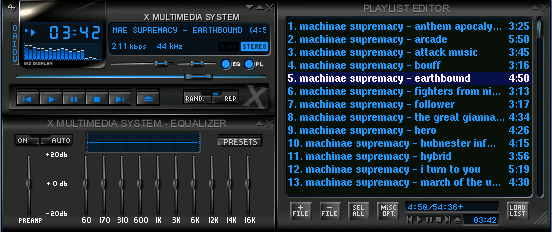
XMMS als Beispiel für einen Audioplayer im Winamp-Stil:
links-oben: Abspielkontrolle und Abspielstatusanzeige
rechts: Abspielliste mit Musikstücken
unten-links: Frequenz-Equalizer

Audioplayer (englisch für Audiospieler) nennt man Audiogeräte und Software, die in der Lage sind, Audiodaten wiederzugeben. Der Funktionsumfang der Softwareplayer hat sich in den 2000er Jahren stark weiterentwickelt, weshalb die meisten Audioplayer inzwischen eher zu Mediaplayern geworden sind.

## Softwareplayer

### Eigenschaften
Audioplayer sind Programme, die ausschließlich Audiodaten aus Audioformaten oder von CDs laden, gegebenenfalls aufwändig umwandeln und dann als digitale Musiksignale an die Soundkarte eines Computers weitergeben.
Einige Player beinhalten auch Datenbankfunktionen zur Verwaltung der Audiodateien. Diese ermöglichen es dem Benutzer, seine Audiodaten nach Interpreten, Musikalben oder anderen Kriterien zu sortieren, Wiedergabelisten zu erstellen oder bieten hochentwickelte Suchfunktionen.

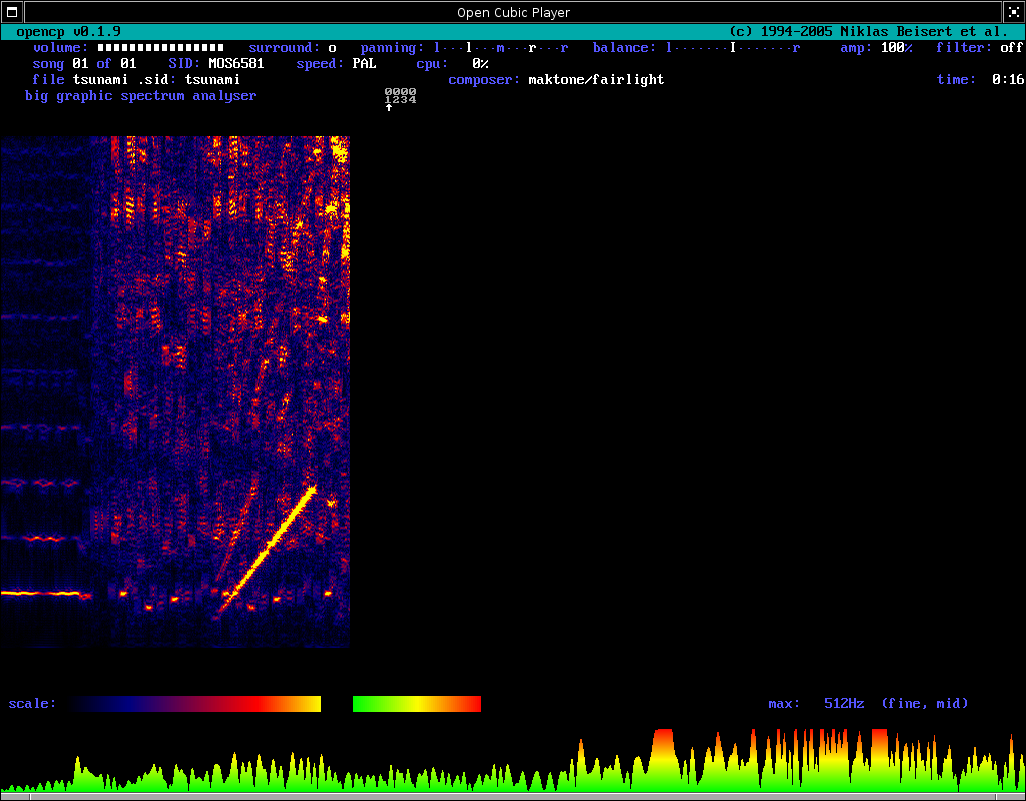
OpenCubic Player, Beispiel für einen Player mit Frequenzspektrum-Audiovisualisierung (STFT)

Einige Audioplayer besitzen die Möglichkeit, die abzuspielenden Audiodaten mithilfe von Visualisierungen grafisch darzustellen. So wird das Frequenzspektrum beispielsweise als Säulendiagramm angezeigt. Viele Visualisierungen verwenden die Audiodaten in erster Linie dazu, künstlerisch wirkende Grafiken bzw. Animationen zu erstellen.

### Geschichte
Das Aufkommen kompakter Audioformate, Chiptunes und später der Trackermodule auf den Heimcomputern der 1980er Jahre führte zur Entstehung der ersten Software-Audioplayer. Das setzte sich Anfang der 90er auf der PC-Plattform mit MS-DOS fort, auch wurden nun Computer mit CD-ROM-Laufwerken ausgerüstet, was das Abspielen von Audio-CDs möglich machte. Inertia Player und CubicPlayer sind Beispiele für Audioplayer für Audio-CDs und Trackerformate dieser Zeit. Mit der Entwicklung und Verbreitung des stark komprimierten Audioformates MP3 Ende der 90er gewann die Nutzung des PCs als Abspielgerät breitere Popularität, besonders durch die Erzeugung von komprimierten Musikstücken durch CD-Ripping. Es entstanden Audioplayer im heutigen Sinne, darunter der genreprägende Winamp, mit konsequentem Plug-in-System (für Audioformate, Soundausgabe und Audiovisualisierung) und anpassbarerer Benutzeroberfläche (über Skins).
Durch weiteres Anwachsen der Rechenleistung und der damit einhergehenden Videofähigkeiten haben in den 2000ern viele Audioplayer ihre Fähigkeiten in diese Richtung erweitert und wurden damit zu den Mediaplayern.

## Hardwareplayer
Das sind Geräte, die nur Audiodaten wiedergeben können. Zu diesen Geräten zählen CD-Spieler und die erste Generation von MP3-Playern.